# Eduard Artemiev
Eduard Nikolaivici Artemiev (chir. Эдуа́рд Никола́евич Арте́мьев; n. 30 noiembrie 1937, Novosibirsk, RSFS Rusă, URSS – d. 29 decembrie 2022, Moscova, Rusia) a fost un compozitor rus de muzică de film și electronică.

## Studii. Debutul
A studiat compoziția la Conservatorul din Moscova între 1955 și 1960. I-a avut ca profesori pe Iuri Șaporin și Nikolai Sidelnikov (compoziție), S. Bogatiriov (polifonie) și Nikolai Rakov (orchestrație). În toamna lui 1960 a devenit asistentul inginerului Evghevi Murzin, sub îndrumarea căruia a studiat timp de doi ani acustica. Murzin era angajat la Institutul de Cercetare Electronică din Moscova (secretizat) și din pasiune pentru muzică crease aici primul sintetizator din țară, ANS, după numele compozitorului Aleksandr Nikolaievici Skriabin. Artemiev avea să ajute la explorarea posibilităților de expresie muzicală ale dispozitivului; el a scris prima compoziție pentru ANS în 1961 – „Nocturnă înstelată”. Fiind singurul muzician cu acces la primul sintetizator sovietic, Artemiev a devenit primul autor de muzică electronică din țara sa.
În paralel cu activitatea în muzica electronică, a compus muzică de scenă începând din 1960, pentru teatrul de pantomimă al actorului Aleksandr Rumnev. În 1963, Artemiev colaborează alături de compozitorul Vano Muradeli pentru realizarea coloanei sonore a filmului științifico-fantastic În fața unui vis (regizat de Mihail Karjukov); el apelează la sonoritățile neobișuite ale sintetizatorului ANS. Prima muzică de film compusă în totalitate de Artemiev a fost pentru Arena (1966) de Samson Samsonov.

## Activitate

### Muzică de film
Artemiev a scris muzica a peste 150 de filme, în majoritate rusești și printre care câteva animații. Vârful carierei sale cuprinde anii 1970, când a lucrat alături de regizorii Andrei Tarkovski, Nikita Mihalkov și Andrei Mihalkov-Koncealovski. În anii 1970–1971 a realizat muzica peliculei Solaris (1972) de Tarkovski, revoluționară prin viziune; concepția regizorului asupra universului sonor cinematografic îi dă ocazia lui Artemiev să experimenteze noi procedee de expresie, creând atmosfere electronice industrial-meditative atât în acest film, cât și în Oglinda (1975) și Călăuza (1979). În 1970, proiectul de diplomă al lui Nikita Mihalkov, O zi liniștită la sfârșitul războiului, devine prima colaborare a acestuia cu Artemiev. Urmează Străin printre ai săi (1974), Sclava iubirii (1975), Piesă neterminată pentru pianină mecanică (1977), Câteva zile din viața lui Oblomov (1980) ș.a.m.d., în care muzica, cultă sau ușoară, îndeplinește un rol tradițional, mai apropiat de modelul american. La începutul anilor 1970, Artemiev a fost marcat de opera rock a lui Andrew Lloyd Webber, Jesus Christ Superstar, în consecință manifestând un interes tot mai mare pentru genul rock și introducând astfel de sonorități în compozițiile proprii. Este memorabilă coloana sonoră a filmului lui Koncealovski, Siberiada (1978), unde muzica rock electronică este interpretată de Artemiev și formația Bumerang. Despre regizorul Siberiadei, compozitorul avea să remarce mai târziu că este foarte pretențios în privința muzicii, fapt justificat de pregătirea sa temeinică în muzică (absolvent de conservator și fost pianist).
În anii 1980 au urmat proiecte de mai mică importanță. Mai târziu, lucrează alături de Aleksandr Orlov în Straniul caz al doctorului Jekyll și al domnului Hyde (1985), Gobseck (1987) ș.a. La sfârșitul deceniului este invitat de Koncealovski la Hollywood, unde scrie muzica pentru două filme ale acestuia și câteva ale altor autori. Urmează două superproducții semnate de Nikita Mihalkov – Soare înșelător (1994) și Bărbierul din Siberia (1998) – și alte filme rusești, printre care succesele de televiziune Odiseea (1997, r. Koncealovski) și Doctor Jivago (2006, mini-serie, r. Aleksandr Proșkin).

### Muzică electronică
În anii 1960, Artemiev a compus șase lucrări pentru ANS, printre care Mozaic (1967) și Douăsprezece priviri asupra lumii sunetului, variațiuni pe un singur timbru (1969). În anii 1970, integrează în compozițiile electronice și instrumente împrumutate din genul rock (chitara electrică, bateria), iar din 1974 lucrează cu un nou sintetizator – Synthi-100. Doi ani mai târziu, înregistrează adaptări electronice din muzică de Claude Debussy și Serghei Prokofiev (lansate pe disc în 1980, la casa de discuri Melodia). Cu ocazia organizării Jocurilor Olimpice de vară din 1980 la Moscova, Artemiev scrie cantata Ritual (pe versurile lui Pierre de Coubertin – fondatorul Comitetului Olimpic Internațional –, în traducerea Nataliei Koncealovskaia), concepută pentru tenor, două coruri mixte, cor de copii, orchestră simfonică, formație de rock și sintetizatorul Synthi-100. În 1987, la moartea prietenului și colaboratorului său Tarkovski, Artemiev compune lucrarea Oceanul, revizuită doi ani mai târziu și reintitulată În amintirea lui Andrei Tarkovski. În 1989, compoziția Trei priviri asupra Revoluției comemorează două sute de ani de la Revoluția Franceză din 1789.
Majoritatea compozițiilor electronice ale lui Artemiev figurează pe discuri Melodia (1970–1990) și Electroshock (din 1997).

## Viața personală
Este tatăl lui Artemi Artemiev (n. 1966), la rândul lui compozitor de muzică electronică și fondatorul casei de discuri Electroshock.